# Cement wiertniczy
Cement wiertniczy, cement tamponażowy – wyspecjalizowany produkt bazujący na cemencie portlandzkim, stosowany do zapraw płynnych lub zawiesin, które są pompowane do odwiertów na głębokości nawet kilku tysięcy metrów, gdzie temperatura może przekraczać 150 °C, a ciśnienie 100 MPa. Podane wartości odnoszą się do głębokości ok. 5000 m, ale otwory poszukiwawcze wypełniane płynną zaprawą wiercone są do głębokości 10 000 m. Cementy stosowane do płynnych zapraw w tych warunkach nie mogą wiązać przed osiągnięciem odległych miejsc, ale następnie muszą szybko uzyskiwać wytrzymałość tak, aby można było podjąć dalsze wiercenia. Często wymagana jest odporność cementów wiertniczych na siarczany.